# Beta-pinen
β- sau beta-pinenul este un compus organic natural din clasa monoterpenelor biciclice nesaturate și este unul dintre pinenii izomeri.